# MADI magyarországi csoportja
MADI magyarországi csoportja az 1990-es években működött magyar képzőművészeti társaság, melynek tagjai a kortárs absztrakt, geometrikus művészet meghatározó irányzatának, a MADI-nak a szellemiségében alkottak.
A csoportot Bányász Éva, Bucskó Mihály, Dárdai Zsuzsa, Ézsiás István, Fajó János, Galgóczy György, Haász István, Harasztÿ István, Herczeg László, Horváth László, Joláthy Attila, Konok Tamás, Kovács Tamás László, Marafkó Bence, Matzon Ákos és Saxon-Szász János alkotta.

## Kezdetek
A rendszerváltás után, a határok megnyíltával több jeles magyar képzőművész is eljutott nyugatra. Tudatosodott bennük, hogy a kassáki konstruktivista hagyományok, Moholy-Nagy, Vasarely, Schöffer, Péri és Huszár öröksége részben egybeesik a Franciaországban, Olaszországban, az USA-ban és másutt is reneszánszát élő MADI törekvéseivel. A csoport megalakulásában az egyik legmeghatározóbb esemény az volt, amikor Saxon-Szász János 1992-ben meghívást kapott Párizsba, a Visions d'Europe című kiállításra. Itt megismerkedett a MADI-alapító Carmelo Arden Quinnel, akinek a hatása alá került. Néhány hónapi közös munka után, visszatérve Magyarországra, Dárdai Zsuzsával megszervezte a csoportot.

## Az első évek
A csoport kezdetben formális és intézményi keretek nélkül működött. Közös tevékenységük célja az volt, hogy megismertessék a hazai közönséget a MADI-val, továbbá hogy külföldön bemutassák örökségüket és hagyományaikat, valamint saját eredményeiket is. Ennek keretében számos közös kiállítást szerveztek itthon és külföldön, vagy vettek ilyeneken részt. Mivel a szocializmus időszakában a geometrikus művészet nem volt támogatott, így egyik fontos céljuk ennek hazai elismertetése is volt.
A kiállítások sorából kiemelkedik az 1995 júniusában - Moholy-Nagy születésének 100. évfordulóján – Győrött, a Vár-Art Galériában megrendezett Nemzetközi MADI Fesztivál. A fesztiválon a MADI szellemiségének megfelelően a képzőművészeti kiállítás mellett Reményi Attila zeneszerző MADI kompozíciójának ősbemutatója is hallható volt a Győri Ütőegyüttes előadásában.

## Intézményesülés
1998-ban EURO-MADI címmel újabb nagyszabású művészeti fesztivált rendeztek Győrben, az alkalomra Carmelo Arden Quin és több más neves külföldi képzőművész is Magyarországra látogatott. A külföldi és hazai művészek képeket, objekteket ajánlottak fel egy leendő magyar gyűjtemény részére és árverést tartottak annak érdekében, hogy a gyűjtemény épülethez juthasson.
A fesztivállal egyidőben jelent meg a MADI art periodical első száma, valamint egy közös szitamappa is, a kitűzött célok megvalósítása érdekében pedig a magyar művészek létrehozták az alapítványi formában működő Nemzetközi Mobil MADI Múzeumot is.

## A csoport napjainkban
Az ezredforduló után a csoport kötelékei lazultak. Volt, aki külföldön folytatta pályafutását, volt, aki függetlenségét féltette vagy a beskatulyázástól félt, a legfőbb ok azonban az intézményi működés volt. A Nemzetközi Mobil MADI Múzeum mintegy félszáz hazai és külföldi kiállítást szervezett - ezek közül a legjelentősebb a 2006-os moszkvai SupreMADIsm volt -, több más mellett kiadta Sáry László Kassák és a MADI című lemezét, Carmelo Arden Quinről portréfilmet készített.

## Külső hivatkozások
- Saxon-Szász János honlapja
- A Nemzetközi Mobil MADI Múzeum honlapja
- MTA-MADI kiállítások